# Phyllanthus rhabdocarpus
Phyllanthus rhabdocarpus är en emblikaväxtart som beskrevs av Johannes Müller Argoviensis. Phyllanthus rhabdocarpus ingår i släktet Phyllanthus och familjen emblikaväxter.
Artens utbredningsområde är Java. Inga underarter finns listade i Catalogue of Life.